# Luki Botha
Luki Botha (n. 16 ianuarie 1930, Pretoria, Africa de Sud – d. 1 octombrie 2006, Pretoria, Africa de Sud) a fost un pilot de Formula 1. De-a lungul carierei a luat startul în 1 cursă, niciuna din pole-position. Nu a câștigat nicio cursă și nu a terminat niciodată pe podium, acumulând 0 puncte în întreaga activitate ca pilot de Formula 1.